# Carlos Maldonado Curti
Carlos Domingo Maldonado Curti (Valparaíso, 21 de julio de 1963) es un abogado y político chileno. Fue miembro del Partido Radical (PR) entre 1983 y 2022, el cual presidió entre agosto de 2018 y noviembre de 2021. 
Fue ministro de Justicia, y subsecretario General de Gobierno durante el primer gobierno de la presidenta Michelle Bachelet. Fue precandidato para las elecciones presidenciales de 2021, siendo derrotado en la consulta ciudadana del pacto Unidad Constituyente.

## Biografía
Pasó su infancia y juventud en el Cerro Jiménez de Valparaíso, hijo de Carmela Georgina Curti Valdivia. Su padre Carlos Manfredo Maldonado Rojas, un antiguo dirigente radical, jubiló como empleado de la Empresa de los Ferrocarriles del Estado (EFE), misma compañía donde su abuelo había sido obrero.
Cursó su enseñanza básica y media en la Escuela E-310 y en el Liceo Eduardo de la Barra, respectivamente. Posteriormente ingresó a estudiar derecho en la Escuela de Derecho de la Universidad de Valparaíso, en 1980 y, entre 1994 y 1995 cursó un magíster en derecho en la Escuela de Graduados de la Universidad de Chile.
Además, ha efectuado diversos seminarios, tanto a nivel nacional como internacional, en el área de la Reforma de la Justicia, sobre el concepto de Estado de Derecho, Comunicaciones, Administración, Recursos Humanos, Tecnologías de la Información, entre otras materias.
En 1994 se trasladó a Santiago donde arrendó, junto a un grupo de abogados amigos, una oficina en calle Amunátegui. Tras integrar varios gobiernos de la Concertación, en 2010 Maldonado volvió a trabajar como abogado, dedicándose a realizar asesorías en México (país donde vivió durante seis años) en el desarrollo de reformas procesales en Latinoamérica y el funcionamiento de cárceles concesionadas. En un debate presidencial se consultó por su fortuna, la cual circula del orden de los 1500 millones de pesos, que logró acumular gracias a esas asesorías. Actualmente es propietario de dos firmas: Inversiones La Condesa Limitada y Servicios y Proyectos Público Privados S.A.
Se ha casado dos veces. En el primer matrimonio contraído en 1986 con Lilian Jeanette Mendoza Tronche, tuvo dos hijas. Posteriormente tuvo una tercera hija con Denisse Ester Brito Gálvez, con quién mantuvo una relación por cinco años. Lilian y Carlos se divorciaron en 2014. Su segunda y actual esposa, Cecilia Cancino Reyes, tenía otras dos hijas.
Maldonado es fanático del fútbol, hincha del club de su comuna natal, Santiago Wanderers.

## Carrera política

### Inicios
Tal como su padre, se hizo militante del Partido Radical (PR) a los veinte años, mientras estudiaba en la universidad. A fines de la década de 1980 llegó a convertirse en presidente de las Juventudes Radicales de la Región de Valparaíso.
Tras las elecciones parlamentarias de 1989, recibió un llamado del senador electo Carlos González Márquez, también radical, quien le ofreció convertirse en su jefe de gabinete. Ahí coordinó el trabajo legislativo y territorial del parlamentario, quien no logró reelegirse en las elecciones de 1993. 

### Gobiernos de la Concertación
En 1994 se sumó al nuevo Partido Radical Social Demócrata (PRSD), nacido de la fusión del PR con la Socialdemocracia.
Durante el gobierno de Eduardo Frei Ruiz Tagle se integró a la Subsecretaría de Justicia como jefe de gabinete, primero bajo las órdenes de Eduardo Jara y luego de José Antonio Gómez. Permaneció en este cargo hasta los inicios del Gobierno de Ricardo Lagos, en 2000. En esos años, Maldonado cultivó estrechos vínculos con Gómez, quien para muchos fue su «padrino político».
Durante la gestión de José Antonio Gómez como ministro de Justicia se convirtió en secretario ejecutivo de la Comisión Nacional de Coordinación de la Reforma Procesal Penal. Es decir, encabezó el proceso que cambió el sistema inquisitivo de justicia y que empezó a operar primero como piloto en las regiones de Coquimbo y La Araucanía y, a nivel nacional, en junio de 2005.
En 2006 asumió como subsecretario General de Gobierno del primer gobierno de Michelle Bachelet. Se convirtió así en el primer radical en décadas en ocupar un puesto de Gobierno en el Palacio de La Moneda. Ella misma lo llamó a servir en la titularidad del Ministerio de Justicia casi exactamente un año después, manteniéndose en el cargo hasta el fin del gobierno en 2010.

### Líder y presidente del Partido Radical
Tras vivir en México por seis años, en 2016 se integró al equipo del PR que empujaba la candidatura presidencial de Alejandro Guillier. Aunque el periodista no era militante radical, por sus vínculos masones se transformó en la carta del partido. De hecho, Guillier había sido elegido senador gracias al cupo que le cedió José Antonio Gómez Urrutia. Maldonado se convirtió en uno de sus consejeros políticos.
El 21 de agosto de 2018 fue designado presidente del Partido Radical, derrotando a Ernesto Velasco Rodríguez, quien buscaba la reelección.
En 2021 se inscribió como precandidato presidencial en representación de su partido, con el objeto de participar en la consulta ciudadana de la coalición Unidad Constituyente. Compitió contra Yasna Provoste del Partido Demócrata Cristiano y Paula Narváez del Partido Socialista. En la elección, que se llevó a cabo el 21 de agosto de 2021, resultó vencedora Provoste. El 23 de noviembre de ese año, renunció a la presidencia del Partido Radical —luego de la elección presidencial— y fue sucedido en el cargo por Alberto Robles.

### Fin de su militancia radical
Su militancia en el Partido Radical fue suspendida por decisión del Tribunal Supremo de la colectividad, debido a sus apariciones públicas en medios de comunicación abogando por la opción de rechazar la propuesta constitucional emanada de la Convención Constitucional en el plebiscito de 2022, en circunstancias de que la colectividad decidiera anteriormente en su Consejo General respaldarla de forma unánime. Tras el triunfo de la opción «Rechazo», el 12 de septiembre Maldonado renunció al partido y anunció su integración a «un nuevo espacio político» de centro que represente sus convicciones.

## Posiciones políticas
Se autodefine como un político de centroizquierda y partidario de "reformas graduales, que no pierdan el cuidado del crecimiento económico". Además, define al expresidente radical Pedro Aguirre Cerda como su referente histórico, según sus palabras:

"El gobierno de Pedro Aguirre Cerda fue el más exitoso en la historia de Chile. Es mi referente. Fomentó el desarrollo económico a través de la Corfo, consolidó la democracia, promovió la unidad social. Multiplicó por seis la cobertura educacional, mejoró la salud, las viviendas, hizo una serie de políticas sociales muy relevantes en solo tres años. Demostró que se puede combinar justicia social y unidad nacional con estabilidad política y con crecimiento económico".